# When Ladies Meet (1941)
When Ladies Meet, também conhecido como Strange Skirts (bra: De Mulher Para Mulher) é um filme estadunidense de 1941, do gênero comédia romântica, dirigido por Robert Z. Leonard, e estrelado por Joan Crawford, Robert Taylor e Greer Garson. O roteiro de S.K. Lauren e Anita Loos foi baseado na peça teatral homônima de 1932, de Rachel Crothers.
A produção é uma refilmagem do filme pre-Code homônimo de 1933, estrelado por Ann Harding, Robert Montgomery e Myrna Loy.

## Sinopse
A escritora Mary "Minnie" Howard (Joan Crawford) cai de amores pelo editor Rogers Woodruff (Herbert Marshall) e acaba por se encontrar com a esposa dele, Clare (Greer Garson), na casa de uma dama da alta sociedade, a falastrona Bridget "Bridgie" Drake (Spring Byington). Enquanto Mary ama Rogers, Jimmy Lee (Robert Taylor) ama Mary.

## Elenco
- Joan Crawford como Mary "Minnie" Howard
- Robert Taylor como Jimmy Lee
- Greer Garson como Clare Woodruf
- Herbert Marshall como Rogers Woodruf
- Spring Byington como Bridget "Bridgie" Drake
- Rafael Storm como Walter Del Canto
- Mona Barrie como Mabel Guiness
- Max Willenz como Pierre
- Florence Shirley como Janet Hopper
- Leslie Francis como Homer Hopper

## Produção
A peça teatral homônima de Rachel Crothers teve 173 apresentações na Broadway entre outubro de 1932 e março de 1933.
O filme sofreu cortes da censura estabelecida pelo Código Hays, o que o deixou mais contido que sua versão antecessora, realizada antes que o Código entrasse em vigor.
Em ascensão na MGM para enfim tornar-se a nova musa do estúdio, Greer Garson enfrentou Joan Crawford em um duelo de rivais que, segundo o crítico e historiador Ken Wlaschin, terminou empatado. Segundo Wlaschin, a produção é "um dos dez melhores filmes de Garson (mas não de Crawford)".

## Recepção
Howard Barnes, em sua crítica para o New York Herald Tribune, escreveu: "Mesmo quando [Crawford] está usando óculos, ela não é particularmente convincente no papel".

### Bilheteria
De acordo com os registros da Metro-Goldwyn-Mayer, o filme arrecadou US$ 1.162.000 nacionalmente e US$ 684.000 no exterior, totalizando US$ 1.846.000 mundialmente. O retorno lucrativo da produção foi de US$ 607.000.

## Prêmios e indicações
| Ano  | Cerimônia | Categoria                                | Indicado                                   | Resultado |
| ---- | --------- | ---------------------------------------- | ------------------------------------------ | --------- |
| 1942 | Oscar     | Melhor direção de arte em preto e branco | Cedric GibbonsRandall DuellEdwin B. Willis | Indicado  |

## Mídia doméstica
O filme foi lançado em DVD para a Região 1 em 23 de março de 2009, pela Warner Archive Collection.